# 伊圖薩因戈

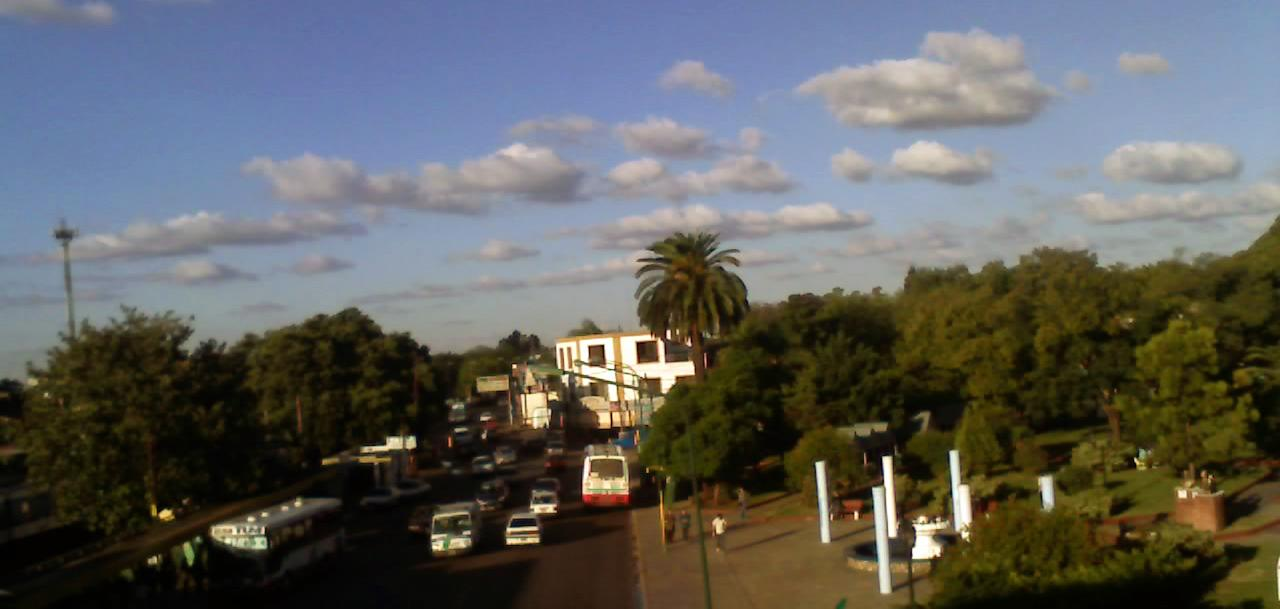
伊圖薩因戈

伊圖薩因戈是阿根廷的城市，位於該國東部，由布宜諾斯艾利斯省負責管轄，面積28平方公里，海拔高度28米，當局直到最近禁止興建三層以上的建築物，2001年人口104,712。

## 外部連結
- Municipality of Ituzaingó（页面存档备份，存于）
- La Voz De Ituzaingó - Local newspaper.
- （英文） The Battle of Ituzaingó - History of the battle from which the city takes its name.